# 張裔
張裔（166年—230年），字君嗣，益州蜀郡成都人。東漢末時益州及三國時蜀漢早期的官員。

## 生平
劉璋任益州牧時，張裔被舉為孝廉，為魚復長，後來任從事，領帳下司馬。劉璋和劉備反目後，劉備部下將領張飛率軍由荊州經墊江入益州，劉璋給張裔軍隊，於德陽陌下抵擋張飛，張裔被打敗，撤回成都。劉備兵圍成都後，張裔當劉璋的使節去見劉備，劉備承諾禮待劉璋及好好安置他，最後劉璋決定開城投降。劉備入主益州後，任命張裔為巴郡太守，後又任命為司金中郎將，負責制作農戰的器具。
益州郡發生叛亂，太守正昂被殺，耆帥雍闓叛蜀附吳。此時蜀漢政府任命張裔為益州太守，張裔亦奉命上任。雍闓就將張裔送至東吳。劉備死後，諸葛亮奉遺命主政，並派鄧芝到東吳重修吳蜀關係，並且要求歸還張裔。孫權當時未知張裔，於是答應。臨行前孫權和張裔談話，孫權大為賞識，他乘船走後，孫權後悔並派人追他，但張裔已入蜀漢境內。
回蜀漢後，諸葛亮命他為參軍，署丞相府事，又領益州治中從事。諸葛亮出駐漢中時，張裔又以射聲校尉兼領留府長史。一次張裔要到漢中諮詢諸葛亮，有數百人送行，馬車泊得滿街都是。後來加輔漢將軍，繼續領留府長史。建興八年（230年）逝世。

## 三國演義
在80回和92回提及張裔，但並無事蹟。

## 性格特徵
- 張裔研究《公羊春秋》，又涉獵《史記》、《漢書》，許靖稱讚他幹理敏捷，是鍾繇一類的人。
- 張裔與楊恭交好，但楊恭早死，只有年幼的兒子，張裔於是收留他，和他分開屋子居住，又善待楊恭的母親如對自己母親般。及後楊恭兒子長大，又替他娶妻，購買田宅等。可見他非常盡心對待舊相識，對他的遺屬都盡力去幫助。
- 張裔與司鹽校尉岑述不和，並發展到積怨成恨的地步，諸葛亮不得不親自出面寫信告誡張裔，才將事件平息。從此，張裔才逐步對自己的缺點進行反思和改正。

## 評價
- 楊洪：「（張）裔天姿明察，長於治劇，才誠堪之，然性不公平，恐不可專任，不如留向朗。朗情偽差少，裔隨從目下，效其器能，於事兩善。」

- 三國志評曰:「霍峻孤城不傾，王連固節不移，向朗好學不倦，張裔膚敏應機，楊洪乃心忠公，費詩率意而言，皆有可紀焉。以先主之廣濟，諸葛之準繩，詩吐直言，猶用陵遲，況庸后乎哉！」

## 子女
- 張毣，曾任三郡守監軍。
- 張郁，張毣之弟，官至太子中庶子。

## 延伸阅读
[在维基数据编辑]
 《三國志/卷41》，出自陳壽《三國志》